# Guilherme, Grão-Duque Herdeiro de Luxemburgo
Guilherme, Grão-Duque Herdeiro (em francês: Guillaume Jean Joseph Marie; Luxemburgo, 11 de novembro de 1981) é o Grão-Duque Herdeiro de Luxemburgo e o primogênito do grão-duque Henrique e da grã-duquesa Maria Teresa. Desde 8 de outubro de 2024, ele atua como regente de Luxemburgo, assumindo responsabilidades na administração do país enquanto seu pai permanece como monarca. Guilherme é casado com a condessa Stéphanie de Lannoy desde 2012 e é pai de dois filhos, o príncipe Carlos e o príncipe Francisco, que são os segundos na linha de sucessão ao trono. Como membro oficial da Casa de Luxemburgo-Nassau, embora também pertença, pelo ramo agnático, à Casa de Bourbon-Parma.

## Primeiros anos de vida
Guilherme nasceu na Maternidade Grã-duquesa Charlotte, no Luxemburgo, e é o filho mais velho do Grão-Duque Henrique e da sua esposa, a Grã-Duquesa Maria Teresa, nascida em Cuba. Ele tem quatro irmãos mais novos, os príncipes Félix, Luís, Alexandra e Sebastião, e os seus padrinhos são os príncipes Maria Astrid e Guilherme de Luxemburgo, em honra a quem foi nomeado, segundo o portal do jornal RTL.
O próprio grão-duque herdeiro é padrinho do seu irmão mais novo, o príncipe Sebastião, do seu primo, o príncipe Paul Louis de Nassau, dos príncipes Emanuel da Bélgica e Ariana dos Países Baixos e do seu sobrinho, o príncipe Noé de Nassau. 

## Educação

### Primeira educação
Conforme seu perfil oficial, ele cursou a escola primária Lorentzweiler e fez o ensino secundário noLiceu Robert-Schuman, ambas instituições situadas na cidade de Luxemburgo. Estudou depois nos internatos Instituto Le Rosey e Alpin Beausoleil, ambos na Suíça. Foi no Le Rosey onde obteve seu bacharelado em francês em 2001. 

### Ensino superior
Ele começou seus estudos superiores no Reino Unido, país onde frequentou as universidades de Durham e de Brunel. Em 2006, entrou no Institut Philanthropos em Friburgo, na Suíça, onde passou um ano a estudar filosofia e antropologia. Posteriormente, estudou Letras e Ciências Políticas no Institut Albert-le-Grand, em Angers, tendo recebido o seu diploma de bacharelato, com honra, em 2009. O diploma foi-lhe concedido pela Université d'Angers, através de uma parceria entre as duas escolas. 

### Pós-graduação
Entre 2018 e 2019 ele cursou uma pós-graduação no Royal College of Defense Studies (RCDS) para "permite adquirir conhecimentos adicionais para assumir, nas melhores condições possíveis, as suas responsabilidades futuras".  

## Carreira militar
Entre setembro de 2001 e agosto de 2002, Guilherme fez seu treinamento militar como oficial na Real Academia Militar de Sandhurst, em Camberley, Inglaterra. Empossado em dezembro de 2002 como oficial do exército de Luxemburgo, Guilherme atualmente ocupa o posto de Coronel do Exército de Luxemburgo. 

## Grão-duque herdeiro
Guilherme tem sido herdeiro aparente ao trono do Luxemburgo desde 2004, ano em que o seu pai, Henrique, se tornou grão-duque. Se ele suceder a Henrique, como previsto, reinará como Guilherme V. A sua principal função, desde 2001, é ser Presidente Honorário do Conselho de Desenvolvimento Econômico de Luxemburgo. Antigamente, era ativo na Fundação Kraizberg, uma instituição de caridade para deficientes.
Guilherme representou o Luxemburgo no batizado do príncipe Cristiano da Dinamarca em janeiro de 2006, no aniversário da rainha Sônia da Noruega em julho de 2007 e depois em setembro desse ano, durante as celebrações do 40.º aniversário do então herdeiro aparente ao trono holandês, agora Rei Guilherme Alexandre dos Países Baixos.
A 23 de maio de 2017, foi agraciado com a Grã-Cruz da Ordem Militar de Avis, de Portugal, por ocasião da visita do Presidente Marcelo Rebelo de Sousa ao Luxemburgo.

### Guilherme como Tenente Representante
Em 23 de junho de 2024, Aniversário Oficial do Grande Duque, o Grão-Duque Henrique anunciou que o Príncipe Guilherme seria nomeado tenente-representante (regente) a partir de 8 de outubro de 2024. Como tenente-representante, ele assumirá a maioria dos poderes constitucionais de seu pai. Este é tradicionalmente o primeiro passo no processo de abdicação em Luxemburgo. 

#### Anúncio de Henrique
Durante seu discurso oficial de aniversário em 23 de junho de 2024, Henri significou que planejava abdicar no futuro e anunciou que começaria a transferir seus poderes constitucionais, papéis e posições para seu filho mais velho e herdeiro aparente, Guillaume . Henri disse durante seu discurso: "Gostaria de informá-lo que decidi nomear o príncipe Guillaume como tenente-representante em outubro. É com todo meu amor e confiança que desejo a ele boa sorte." O primeiro-ministro de Luxemburgo, Luc Frieden, chamou o anúncio de "o início de um próximo capítulo para nossa monarquia" e explicou que estava em discussões com Henri sobre o assunto "por algum tempo". Ele concordou com a decisão de Henri de anunciá-lo em 23 de junho, o feriado nacional, já que "o grão-duque é o símbolo de" Luxemburgo. Mais tarde, foi anunciado em julho de 2024 que a nomeação de Guillaume como Tenente-Representante ocorreria em 8 de outubro de 2024. Em 8 de outubro, Guillaume foi empossado como Tenente-Representante no Palácio de Luxemburgo , seguido pela Câmara dos Deputados. Henri comentou: "Eu realmente quero dar ao Príncipe Guillaume muito mais responsabilidade, porque acho que realmente preciso desacelerar."

O ano de 2024 está a chegar ao fim e o Natal é o momento perfeito para reflectir sobre o ano que passou. Desta vez, faço-o com grande emoção, pois é a última vez que farei o discurso de Natal como Chefe de Estado.

Henri, 24 de dezembro de 2024
Em 24 de dezembro de 2024, durante seu discurso anual de Natal, Henri anunciou oficialmente que abdicaria do trono em 3 de outubro de 2025 em favor de Guillaume. A linha de abertura de Henri mencionou sua abdicação e ele comentou: "O príncipe Guillaume é tenente-representante desde 8 de outubro e está se preparando intensamente para sua ascensão ao trono". Henri descreveu seus sentimentos de "profunda gratidão e humildade" ao refletir sobre os últimos 25 anos de seu reinado e observou que ele e sua esposa, Maria Teresa , estavam "satisfeitos por terem podido fazer parte dessa jornada". Henri justificou sua abdicação citando que "a maioria" de sua geração havia chegado ao momento da aposentadoria, dizendo que "a hora chegou" e chamando-a de um "processo natural". Além disso, ele também reafirmou sua confiança em Guillaume e sua esposa, Stéphanie , dizendo: "Sei que eles farão o máximo para contribuir para o bem-estar do nosso país".

## Vida pessoal
A sua relação amorosa mais escrutinada pela mídia foi com a norueguesa Pia Haraldsen, então enteada de Karl Otto Haraldsen, sobrinho da rainha Sônia da Noruega. Os dois conheceram-se em 2001, no casamento de Haakon, Príncipe Herdeiro da Noruega, com Mette-Marit Tjessem Høiby e começaram a namorar em 2002. A relação terminou um ano depois. 
Quando do seu 30.º aniversário, o grão-duque herdeiro deu entrevistas nas quais referiu que tinha uma relação com uma "querida senhorita", que então já durava há mais de um ano, mas insistiu na ideia de que os dois precisavam de mais tempo para elaborarem o seu possível futuro como casal.

## Noivado e casamento

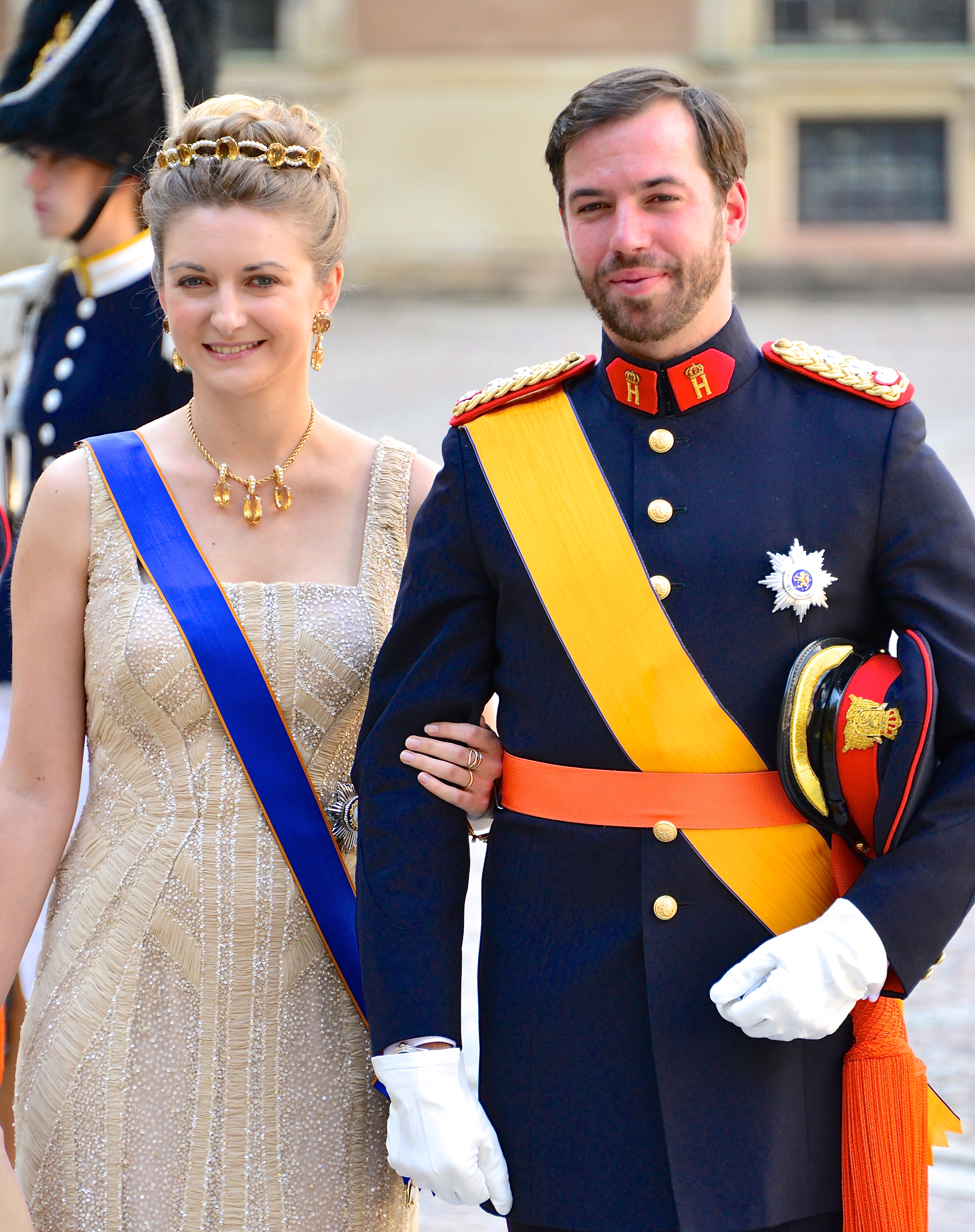
Guilherme e sua esposa no casamento da princesa Madalena da Suécia em junho de 2013

A 26 de abril de 2012, o palácio anunciou o noivado do grão-duque herdeiro e da nobre Stéphanie de Lannoy, uma condessa belga. O casamento civil teve lugar no dia 19 de outubro de 2012, tendo a cerimônia religiosa sido realizada no dia seguinte. 

### Descendência
Em 06 de Dezembro de 2019, a Corte Grão Ducal anúnciou oficialmente a gravidez da Princesa Stéphanie. O bebê nasceu no dia 10 de maio de 2020, no Hospital Grã-Duquesa Carlota de Luxemburgo, pesando 3,190kg, e foi chamado de Carlos João Filipe José Maria Guilherme (original, em francês: Charles Jean Philippe Joseph Marie Guillaume). O anúncio do nascimento foi feito no site da Corte Grão-Ducal e o príncipe foi saudado com 21 tiros de canhão.  
No dia 29 de setembro de 2022, foi anunciado que o casal estava à espera do segundo filho, que nasceria em abril de 2023, tendo o bebê, Francisco, nascido em 27 de março de 2023. 

## Títulos e honrarias
- 11 de novembro de 1981 – 18 de dezembro de 2000: Sua Alteza Real, o Príncipe Guilherme do Luxemburgo, Príncipe de Nassau, Príncipe de Parma
- 18 de dezembro de 2000 – presente: Sua Alteza Real, o Grão-duque Herdeiro do Luxemburgo

O título completo é: "Sua Alteza Real, o Príncipe Guillaume, Grão-Duque Herdeiro do Luxemburgo, Príncipe Herdeiro de Nassau, Príncipe de Parma."

#### Primo com Stéphanie
Ambos são descendentes de Charles Marie Raymond d'Arenberg , 5º Duque de Arenberg, e de Louise-Marguerite de La Marck . Têm também vários milhares de outros laços familiares mais distantes do que o anterior.
- Charles Marie, príncipe e 5º duque de Arenberg (1721-1778) ∞ Louise Marguerite, comtesse de La Marck et de Schleiden (1730-1820)
  - 1. Marie Flore, princesse d’Arenberg (1752-1832) ∞ Wolfgang , 3º Duque de Ursel (1750-1804)
    - 2. Louise Marie Caroline d'Ursel (1775-1834) ∞ Jacques, comte de Lannoy (1769-1835)
      - 3. Gustave Ferdinand Guillaume, comte de Lannoy (1800-1892) ∞ Marie Joséphine, comtesse van der Noot d’Assche (1805-1861)
        - 4. Charles Maximilien, comte de Lannoy (1828-1901) ∞ Emma du Parc (1843-1902)
          - 5. Philippe Marie Joseph François, comte de Lannoy (1866-1937) ∞ Rosalie de Beeckman (1877-1963)
            - 6. Paul, comte de Lannoy (1898-1980) ∞ Beatrice, princesse de Ligne (1898-1982)
              - 7. Philippe, comte de Lannoy (1922-2019)  ∞ Alix della Faille de Leverghem (1941-2012)
                - 8. Stéphanie de Lannoy (18 de fevereiro de 1984 - )

  - 1. Louis Marie, prince d’Arenberg (1757-1795)  ∞ Comtesse Anne de Mailly-Nesle, dame d’Ivry-sur-Seine (1766-1789)
    - 2. Amélia Luísa de Aremberga (1789-1823) ∞ Pio Augusto, Duque na Baviera (1786-1837)
      - 3. Maximiliano José, Duque na Baviera (1808-1888) ∞ Luísa Guilhermina da Baviera (1808-1892)
        - 4. Carlos Teodoro, Duque na Baviera (1839-1909) ∞ Maria José de Bragança (1857-1943)
          - 5. Isabel da Baviera, Rainha dos Belgas (1876-1965) ∞ Alberto I da Bélgica (1875-1934)
            - 6. Leopoldo III da Bélgica (1901-1983) ∞ Astrid da Suécia (1905-1935)
              - 7. Josefina Carlota da Bélgica (1927-2005) ∞ João, Grão-Duque de Luxemburgo (1921 - 2019)
                - 8. Henrique, Grão-Duque de Luxemburgo (1955 - ) ∞ María Teresa Mestre Batista (1956 - )
                  - 9. Guilherme, Grão-Duque Herdeiro de Luxemburgo (11 de novembro de 1981 - )

              - 7. Alberto II da Bélgica (1934 - )
                - 8. Filipe da Bélgica (1960 - )

            - 6. Maria José da Bélgica (1906-2001)
              - 7. Vítor Emanuel, Príncipe de Nápoles, chefe da casa real da Itália (1937-2024)
                - 8. Emanuel Felisberto, Príncipe de Veneza e Piemonte (1972 - )